# Gewebeschock
Gewebeschock ist ein nicht genau definierter Begriff, der eine zu Verletzungen führende Druckwirkung von Geschossen auf Gewebe von Lebewesen beschreiben soll. Es handelt sich dabei um eine Urbane Legende.

## Urbane Legende und Jagd
In der Populärliteratur wird der Begriff Gewebeschock gelegentlich mit Verletzungen in Verbindung gebracht, die durch hochrasante Geschosse entstehen und angeblich bereits bei Streifschüssen tödlich wirken sollen. Dabei handelt es sich jedoch um eine moderne Sage (englisch Urban legends and myths). Bekannt ist ein solcher Fall bislang nicht.
Bei Vögeln ist die tödliche Wirkung bei Verletzungen mit Schrotkugeln bekannt, was bei der Jagd auf Flugwild seit dem 19. Jahrhundert genutzt wird. Dabei sind nicht die einzelnen Schrotkugeln tödlich, sondern das gleichzeitige Auftreffen etlicher Schrotkugeln. Wissenschaftliche Untersuchungen zur genauen Wirkungsweise sind nicht bekannt. 